# En farlig ven
En farlig ven (originaltitel: Five Corners) er en amerikansk spillefilm fra 1987 med Tim Robbins, Jodie Foster, og John Turturro i hovedrollerne. Den er instrueret af Tony Bill.

## Plot
Filmen foregår i Bronx, et af de fattigste kvarterer i New York, i 1964. En mand der tilsyneladende er blevet træt af to kvinder giver de to kvinder væk til to fremmede teenage drenge og betaler drengene fem dollars for at tage imod kvinderne. Senere vågner kvinderne op i en lejlighed uden noget tøj på.

John Turturro spiller rollen som Heinz, der lige er blevet løsladt fra fængsel og er Lindas plageånd, spillet af Jodie Foster. 

## Eksterne Henvisninger
- En farlig ven på Internet Movie Database (engelsk)
- En farlig ven på Filmdatabasen
- En farlig ven på Scope
- En farlig ven i Svensk Filmdatabas (svensk)
- En farlig ven på AlloCiné (fransk)
- En farlig ven på MovieMeter (nederlandsk)
- En farlig ven på AllMovie (engelsk)
- En farlig ven hos American Film Institute (engelsk)
- En farlig ven på Turner Classic Movies (engelsk)
- En farlig ven på The Movie Database (engelsk)